# Conchoecia magna
Conchoecia magna är en kräftdjursart som beskrevs av Claus 1874. Conchoecia magna ingår i släktet Conchoecia och familjen Halocyprididae. Inga underarter finns listade i Catalogue of Life.